# Luciano Perrone
Luciano Perrone (Rio de Janeiro, 8 de janeiro de 1908 — 13 de fevereiro de 2001) foi um baterista, percussionista e compositor de música popular brasileira. Segundo o Cliquemusic, foi "[u]m dos mais importantes bateristas brasileiros do século XX".